# ماندل باختال
ماندل باختال (به آلمانی: Mandelbachtal) یک شهر در آلمان است که در زارلاند واقع شده‌است.

## خصوصیات
مندل باختل ۵۷٫۷۱ کیلومترمربع مساحت دارد ۴۵۰ متر بالاتر از سطح دریا واقع شده‌است.